# Entrepreneur (rivista)
Entrepreneur è una rivista statunitense e un sito web che pubblica notizie sull'imprenditorialità, la gestione delle piccole imprese e gli affari. La rivista è stata pubblicata per la prima volta nel 1977. È pubblicata da Entrepreneur Media Inc. con sede a Irvine, California. La rivista pubblica 10 numeri all'anno, disponibili su abbonamento e in edicola. 
È o è stata pubblicata su licenza a livello internazionale in Messico, Russia, India, Ungheria, Filippine, Sudafrica e altri paesi. Il suo caporedattore è Jason Feifer e il proprietario è Peter Shea.

## Storia
Ogni anno, dal 1979, Entrepreneur pubblica un elenco delle 500 migliori aziende in franchising. La rivista pubblica anche molti altri elenchi e premi, uno dei più importanti dei quali è l'Entrepreneur 360, formato per identificare le aziende che padroneggiano l'arte e la scienza di far crescere un'impresa. Le aziende vengono valutate in base all'analisi di oltre 50 dati organizzati in cinque pilastri: Fatturato e clienti, efficienza gestionale, innovazione, valutazione finanziaria e valutazione aziendale.
Nel 1996, la rivista ha lanciato il suo sito web, che si è espanso fino a includere caratteristiche, concorsi e altre pubblicazioni e spin-off. È riconosciuta come una delle principali pubblicazioni economiche statunitense, in concorrenza con la rivista Forbes, Fortune e Fast Company.

## Controversie
Il sito è stato controverso. Nel 2006, alcune insolite misurazioni del traffico web hanno portato a sostenere che Entrepreneur.com usava pop-up per aumentare artificialmente il numero di lettori. L'azienda è stata coinvolta in numerose cause legali riguardanti il suo marchio sulla parola imprenditore, citando in giudizio un'ampia gamma di entità per l'uso della parola.